# Riemenstalden
Riemenstalden är en ort och kommun i distriktet Schwyz i kantonen Schwyz, Schweiz. Kommunen hade 84 invånare (2023).